# Éric Junior Dina Ebimbe
Éric Junior Dina Ebimbe (* 21. listopadu 2000) je francouzský profesionální fotbalista, který hraje na pozici záložníka za německý klub Eintracht Frankfurt.

## Klubová kariéra

### Paris Saint-Germain
Dina Ebimbe, který byl fotbalově vychován v akademii Paris Saint-Germain, podepsal 2. července 2018 svou první profesionální smlouvu s klubem. Sezónu 2018/19 strávil v rezervním týmu.
Dne 5. července 2019 Le Havre oznámil, že Dina Ebimbe se připojila k týmu Ligue 2 na hostování. O tři týdny později, 26. července, debutoval v profesionálním týmu při remíze 2:2 proti Ajacciu. Svůj první profesionální gól vstřelil 30. srpna 2019 při výhře 3:0 nad Caen. Dne 6. července 2020 Dijon oznámil podpis smlouvy s Dinou Ebimbem na hostování s opcí na koupi. Svůj debut si odbyl 22. srpna při porážce 0:1 s Angers. Dne 9. června 2021 Dijon uplatnil opci na nákup v rámci smlouvy. Paris Saint-Germain však využil svého práva vetovat nákup Dijonu. Dijon obdržel jako kompenzaci poplatek za přestup.
Před sezónou 2021/22 se Dina Ebimbe vrátil do PSG. Zúčastnil se předsezónní přípravy a 1. srpna 2021 debutoval v prvním týmu při prohře 1:0 v Trophée des Champions s Lille. Dina Ebimbe debutoval v Ligue 1 za PSG 7. srpna při výhře 2:1 nad Troyes.

### Eintracht Frankfurt
Dne 21. srpna 2022 prodloužil Dina Ebimbe smlouvu s PSG do června 2024 a připojil se k bundesligovému klubu Eintracht Frankfurt na sezónní hostování s opcí na koupi, která se měla stát povinnou v případě, že si Frankfurt udrží prvoligovou příslušnost. Dne 30. května 2023, po skončení sezóny 2022/23, oznámil Eintracht Frankfurt, že Dina Ebimbe se ke klubu připojil natrvalo do června 2027.

## Reprezentační kariéra
Dina Ebimbe je bývalý francouzský mládežnický reprezentant. Reprezentoval svou zemi na úrovni hráčů do 20 a 21 let.
V říjnu 2024 byl Dina Ebimbe poprvé zařazen do přípravného týmu kamerunské reprezentace.

## Osobní život
Dina Ebimbe se narodil ve Francii a je kamerunského původu.

## Statistiky

### Klubové
Platí k zápasu hranému 6. října 2024.
| Klub                            | Sezóna            | Liga              | Liga   | Liga | Národní pohár | Národní pohár | Kontinentální | Kontinentální | Ostatní | Ostatní | Celkově | Celkově |
| Klub                            | Sezóna            | Soutěž            | Zápasy | Góly | Zápasy        | Góly          | Zápasy        | Góly          | Zápasy  | Góly    | Zápasy  | Góly    |
| ------------------------------- | ----------------- | ----------------- | ------ | ---- | ------------- | ------------- | ------------- | ------------- | ------- | ------- | ------- | ------- |
| Paris Saint-Germain B           | 2018/19           | National 2        | 24     | 2    | —             | —             | —             | —             | —       | —       | 24      | 2       |
| Le Havre (hostování)            | 2019/20           | Ligue 2           | 25     | 3    | 0             | 0             | —             | —             | 0       | 0       | 25      | 3       |
| Dijon (hostování)               | 2020/21           | Ligue 1           | 30     | 1    | 1             | 0             | —             | —             | —       | —       | 31      | 1       |
| Paris Saint-Germain             | 2021/22           | Ligue 1           | 10     | 0    | 2             | 0             | 1             | 0             | 1       | 0       | 14      | 0       |
| Eintracht Frankfurt (hostování) | 2022/23           | Bundesliga        | 19     | 3    | 4             | 0             | 6             | 0             | —       | —       | 29      | 3       |
| Eintracht Frankfurt             | 2023/24           | Bundesliga        | 31     | 5    | 3             | 2             | 10            | 3             | —       | —       | 44      | 10      |
| Eintracht Frankfurt             | 2024/25           | Bundesliga        | 3      | 0    | 0             | 0             | 2             | 2             | —       | —       | 5       | 2       |
| Eintracht Frankfurt             | Celkově           | Celkově           | 34     | 5    | 3             | 2             | 12            | 5             | —       | —       | 49      | 12      |
| Celkově v kariéře               | Celkově v kariéře | Celkově v kariéře | 142    | 14   | 10            | 2             | 19            | 5             | 1       | 0       | 172     | 21      |

## Úspěchy
Paris Saint-Germain
- Ligue 1: 2021/22

Individuální
- Mladý hráč měsíce v Bundeslize: říjen 2022, listopad 2022